# دوندی
دوندی (به انگلیسی: Dundee) شهرکی واقع در ایالت قلمرو شمالی در استرالیاست.